# Waldhof (Luxemburg)
Waldhof (Luxemburgs: Waldhaff) is een plaats in de gemeente Niederanven en het kanton Luxemburg in Luxemburg.
Waldhof telt 10 inwoners (2001).